# ONCF E 900
Les E 900 de l'ONCF sont une série de sept locomotives, dérivée des CC 6500 de la SNCF, circulant sur le réseau de l'Office national des chemins de fer au Maroc.
Mises en service en 1970-1971, elles sont rapidement supplantées par des séries plus récentes et cessent de circuler en 1999.

## Conception et caractéristiques
Dérivées des CC 6500, les E 900 font l'objet d'une nouvelle étude destinée à réduire leurs coûts de production et à les adapter au réseau marocain. Leur taille est légèrement modifiée afin de les adapter au 3 000 volts. Pour les mêmes raisons économiques et par volonté de standardisation, il est décidé d'utiliser le maximum d'équipements communs avec les DF 100 (dérivées des CC 72000 françaises) que les chemins de fer marocains possèdent déjà.
Les couplages sont limités et de nouveaux moteurs de traction moins puissants sont implantés, ce qui a des répercussions sur les performances. La conception des bogies est revue et ils sont équipés de bi-réducteurs donnant des vitesses maximales de 75 km/h en rapport PV et 125 km/h en rapport GV. Le système de ventilation est également revu, avec installation de la ventilation forcée hexapolaire avec excitation en série et isolation de classe H. Technologiquement, ces machines montrent un net recul par rapport aux CC 6500. Le sélecteur est abandonné au profit de contacteurs de graduation (27 crans au couplage série). Le démarrage se fait grâce à un rhéostat commandé par un servomoteur Alsthom V2D.
Le dessin de la caisse, comme celui de tous les Nez cassés,est dû à Paul Arzens. C'est sans doute lui aussi qui imagine, pour les E 900, cette livrée faite de bandes horizontales brun foncé, lie-de-vin et blanc crème, avec des enjoliveurs en métal chromé.

## Service
La E 901 effectue ses premiers tours de roues sous caténaire 3 000 volts sur les voies d'essais d'Alsthom, à Belfort, le 9 juillet 1970.
Surtout étudiées pour la remorque des trains lourds dans un climat rude et sec, les E 900 effectuent l'essentiel de leur carrière en tête de trains minéraliers sur Casablanca - Fès et Casablanca - Marrakech ; elles remorquent des trains de 4 680 t sur certaines sections. Elles se retrouvent également en tête de rames de voyageurs ou de compositions mixtes fret/voyageurs.
Leur déclin commence dès la livraison des japonaises des séries E 1200 et E 1250, au début des années 1980 ; elles sont alors évincées de tous les services difficiles. L'arrivée des nouvelles BB Alsthom de la série E 1300 (dérivées des BB 7200) au début des années 1990 leur est fatale : toutes les E 900 sont réformées en 1999, victimes de frais de maintenance trop élevés et présentant de graves avaries techniques.